# Valea Drăganului (Cluj)
Valea Drăganului est un village de la commune de Poieni, situé dans la partie occidentale de la Roumanie, dans la région de Țara Călatei, appartenant à la province historique de Transylvanie. Établie sur les rives de la rivière Drăgan, la localité s'élève à peu de distance des monts Vlădeasa et des monts Meseș, massifs montagneux appartenant à la chaîne occidentale des Carpates, et de la dépression de Huedin.
Cette petite agglomération qui comptait 1735 habitants en 2002 appartient au județ de Cluj. La population compte une forte minorité magyare, et elle porte le nom de Nagysebes en hongrois. Les principales villes de la région sont Cluj-Napoca, distante de 65 kilomètres, et Oradea, à 80 kilomètres.
Valea Drăganului est jumelée avec la ville française de Machecoul, dans le département de la Loire-Atlantique.

## Galerie

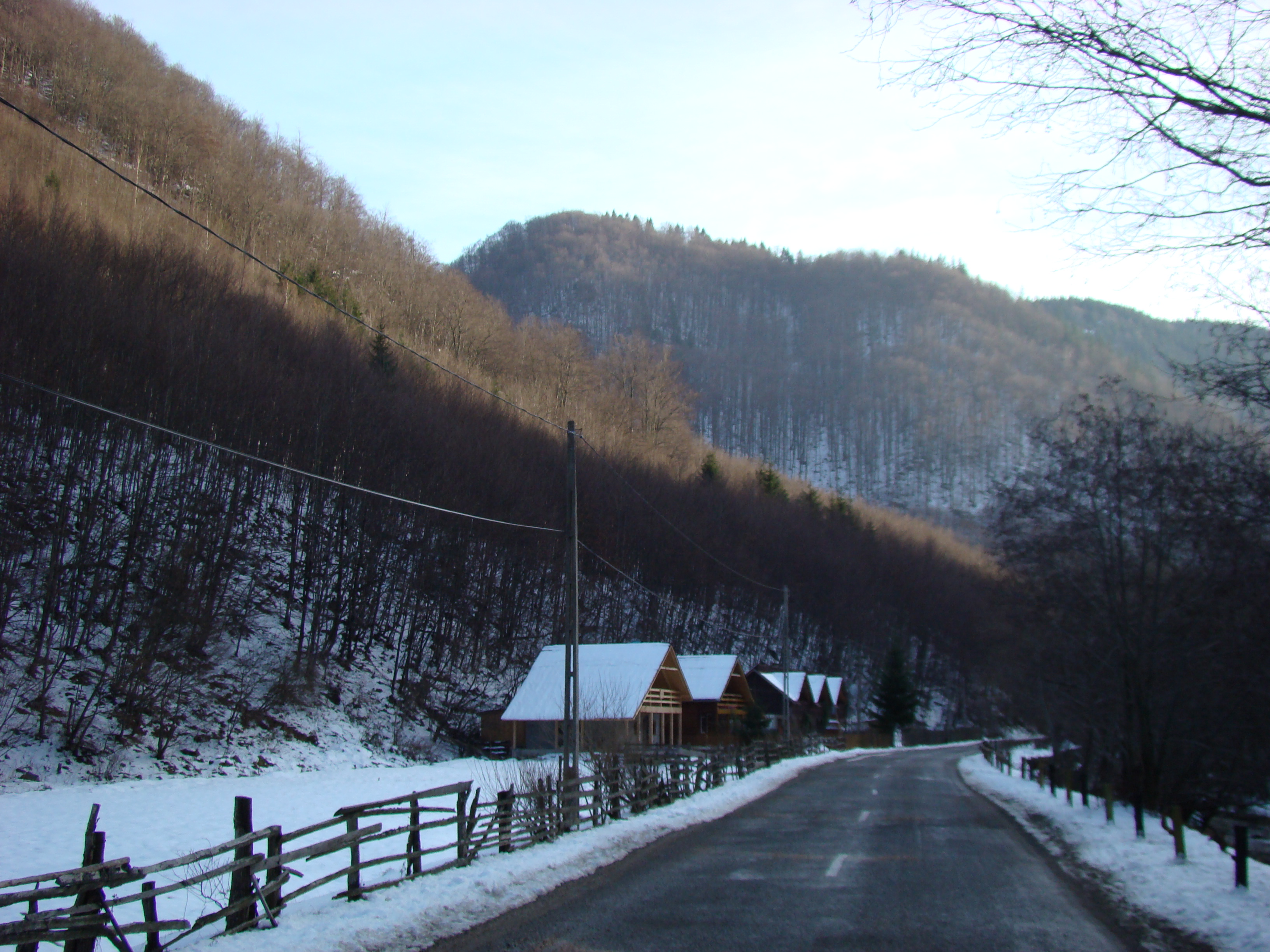
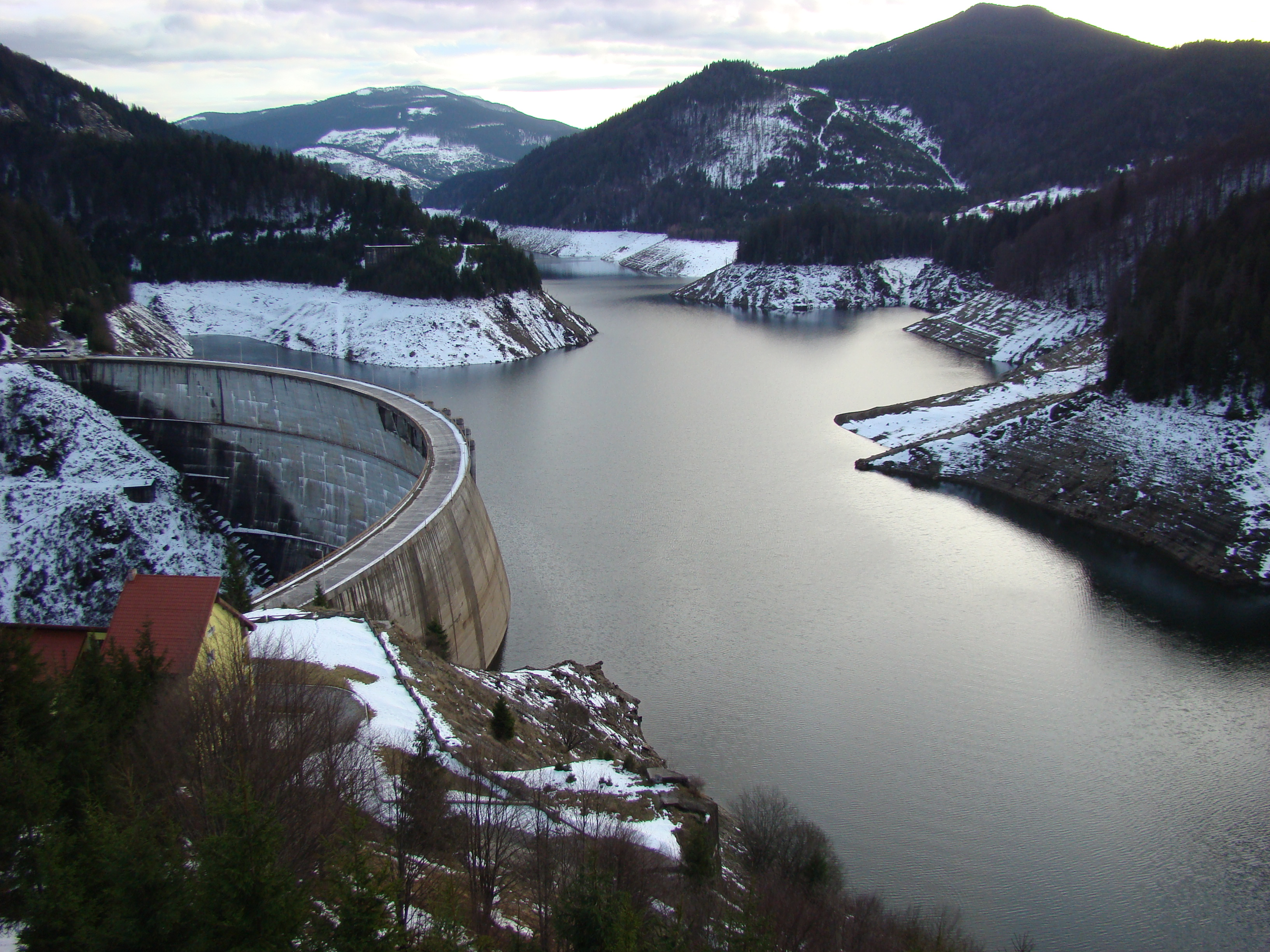
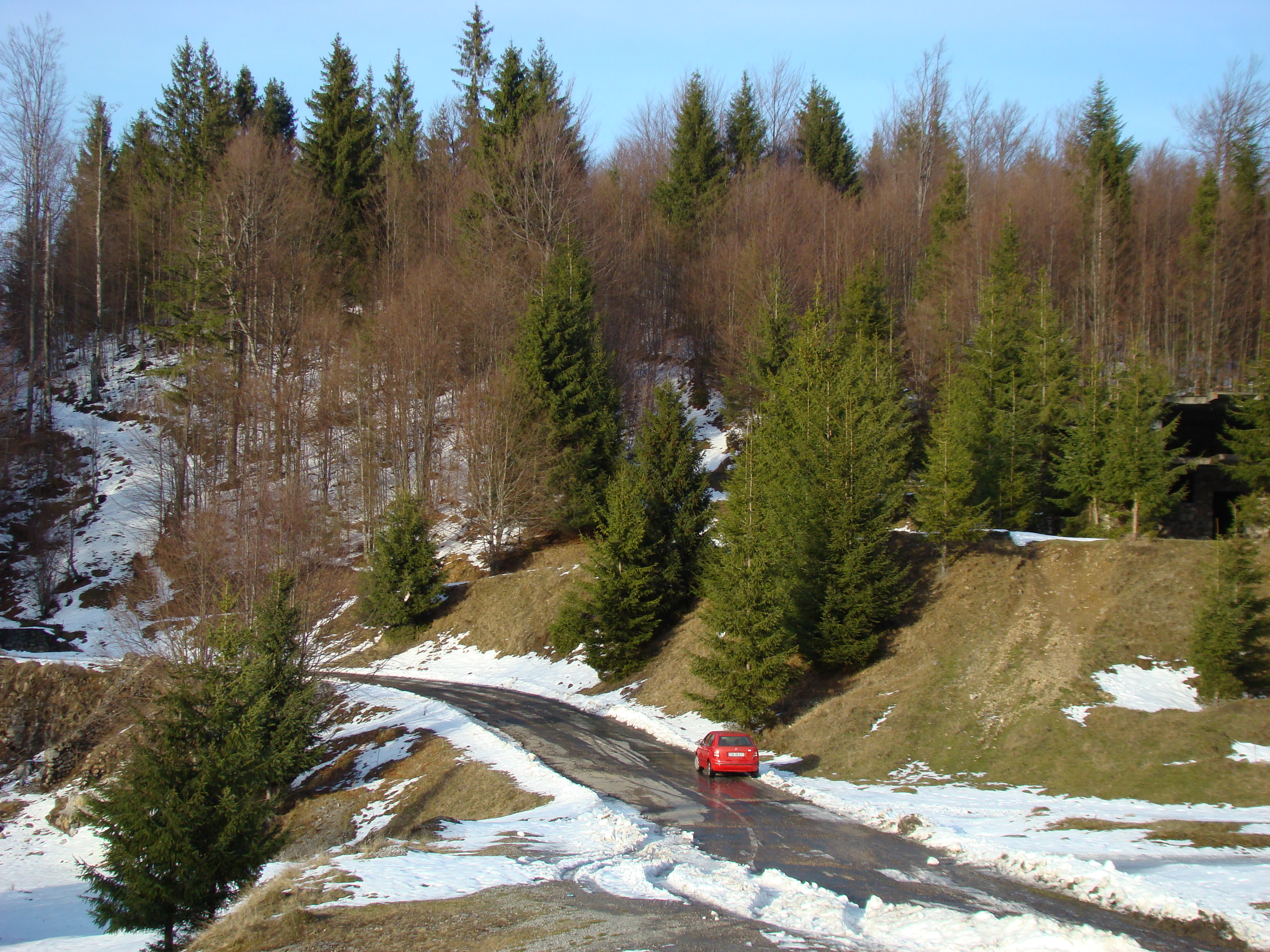